# Musée de la photographie de Raevangla
Le musée de la photographie (estonien : Fotomuuseum)  ou plus précisément le musée de la photographie de la prison de la mairie (estonien : Raevangla fotomuuseum) est un musée fondé en 1980 et situé dans l'ancienne prison de l'hôtel de ville de Tallinn.

## Présentation
Le musée de la photo est une composante du musée municipal de Tallinn.
Le musée de la photo est situé derrière la mairie de Tallinn, dans l'ancien hôtel de ville du XVe siècle.
Des expositions permanentes sont organisées aux deux étages, introduisant 150 ans d'histoire de la photographie estonienne entre 1840 et 1940. 
En plus de nombreuses photographies de la capitale, on expose aussi une collection d'appareils photographique de l'époque.
Des expositions et des événements ont lieu dans la galerie du musée et dans la cour pendant la saison estivale.

## Galerie

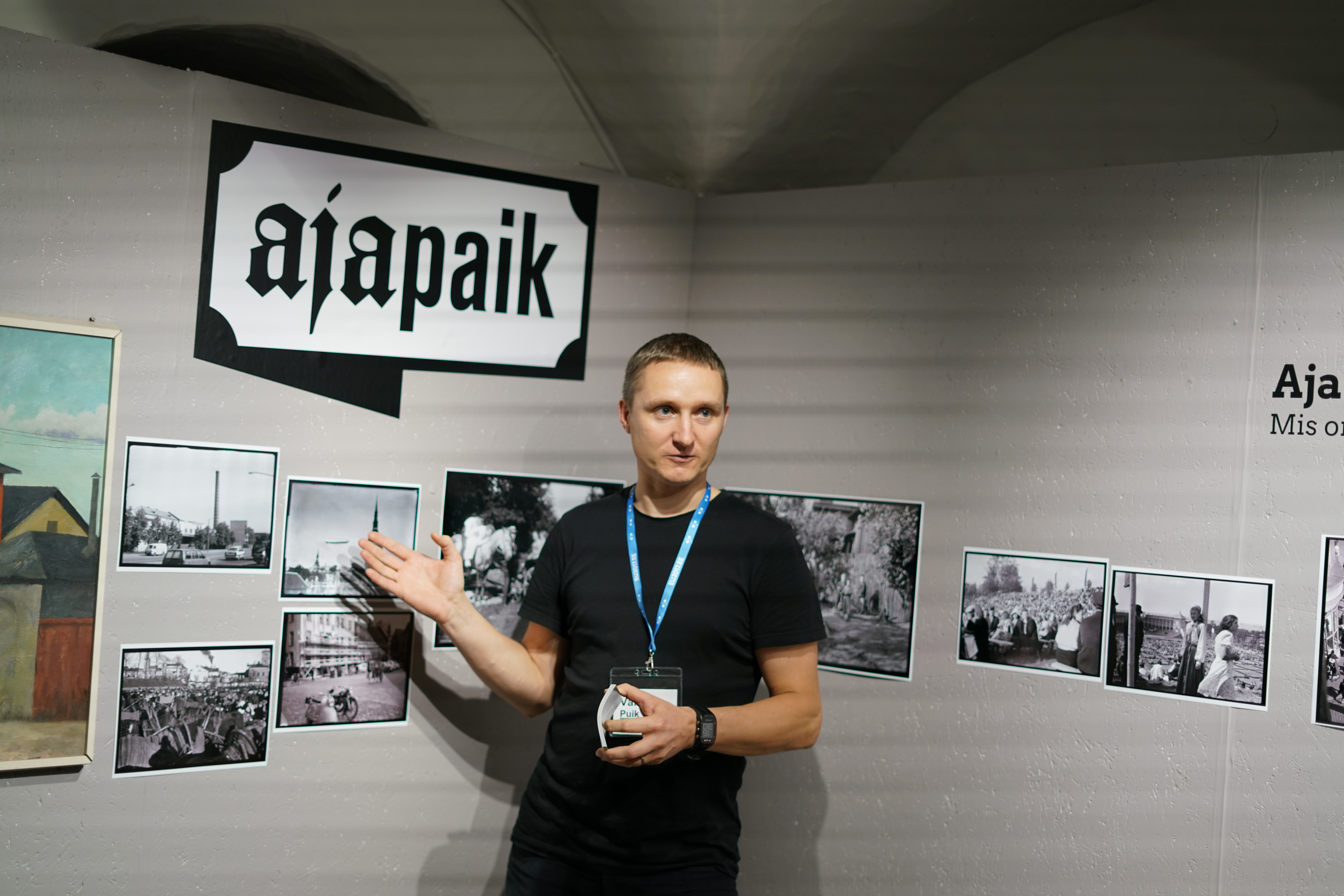
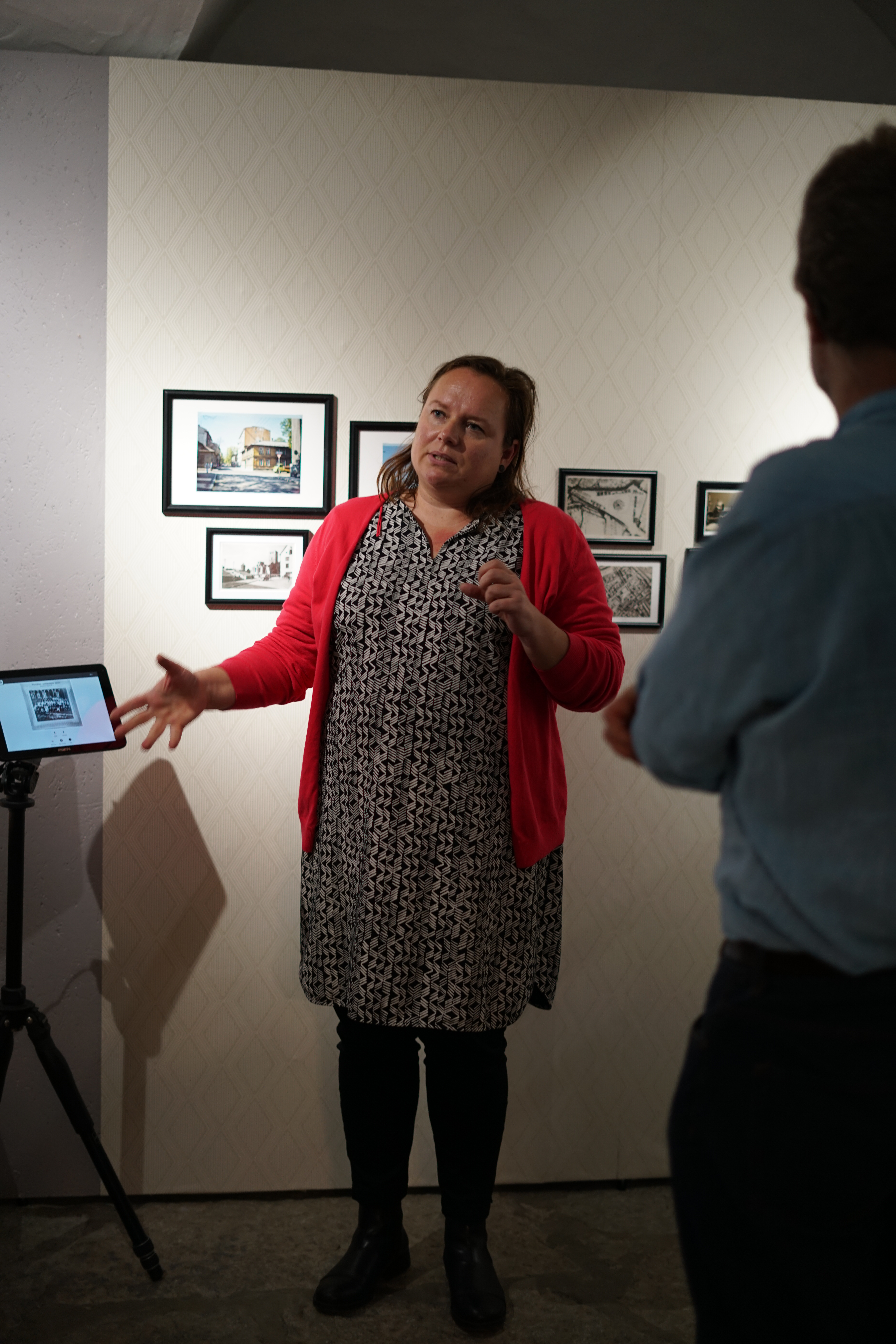
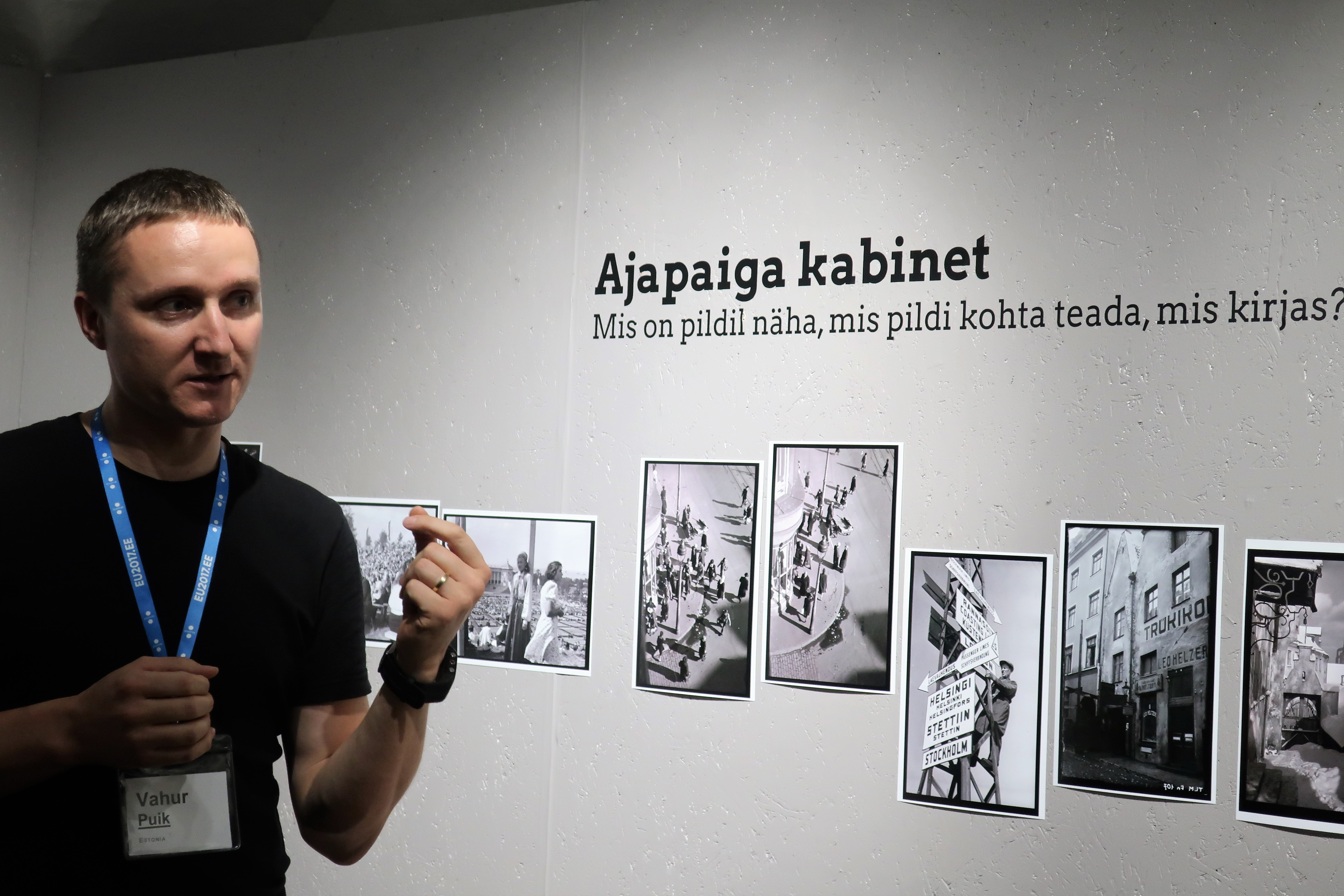